# 长刺蚤
长刺溞（学名：[Daphnia longispina] 错误：{{Lang}}：文本有斜体标记（帮助））为溞科溞属的动物。分布于世界广布、台湾岛以及中国大陆的福建、江苏、安徽、湖南、湖北、四川、山东、河北、辽宁、吉林、黑龙江、云南、内蒙古、山西、甘肃、青海、西藏、新疆等地，常见于澄清的小型水域中、也出现于湖泊、水库与江河中以及也分布于咸淡水湖泊。